# Estádio Josy Barthel
O Estádio Josy Barthel é o estádio nacional de Luxemburgo, casa da Seleção Luxemburguesa de Futebol, e também é utilizado para competições de rugby union e de atletismo. Se localiza no Belair, cidade de Luxemburgo e tem capacidade para 7 983 espectadores sentados.
O seu nome é uma homenagem a Josy Barthel, campeão olímpico luxemburguês, campeão dos 1500 metros em Helsinque 1952.